# Laurent Fignon

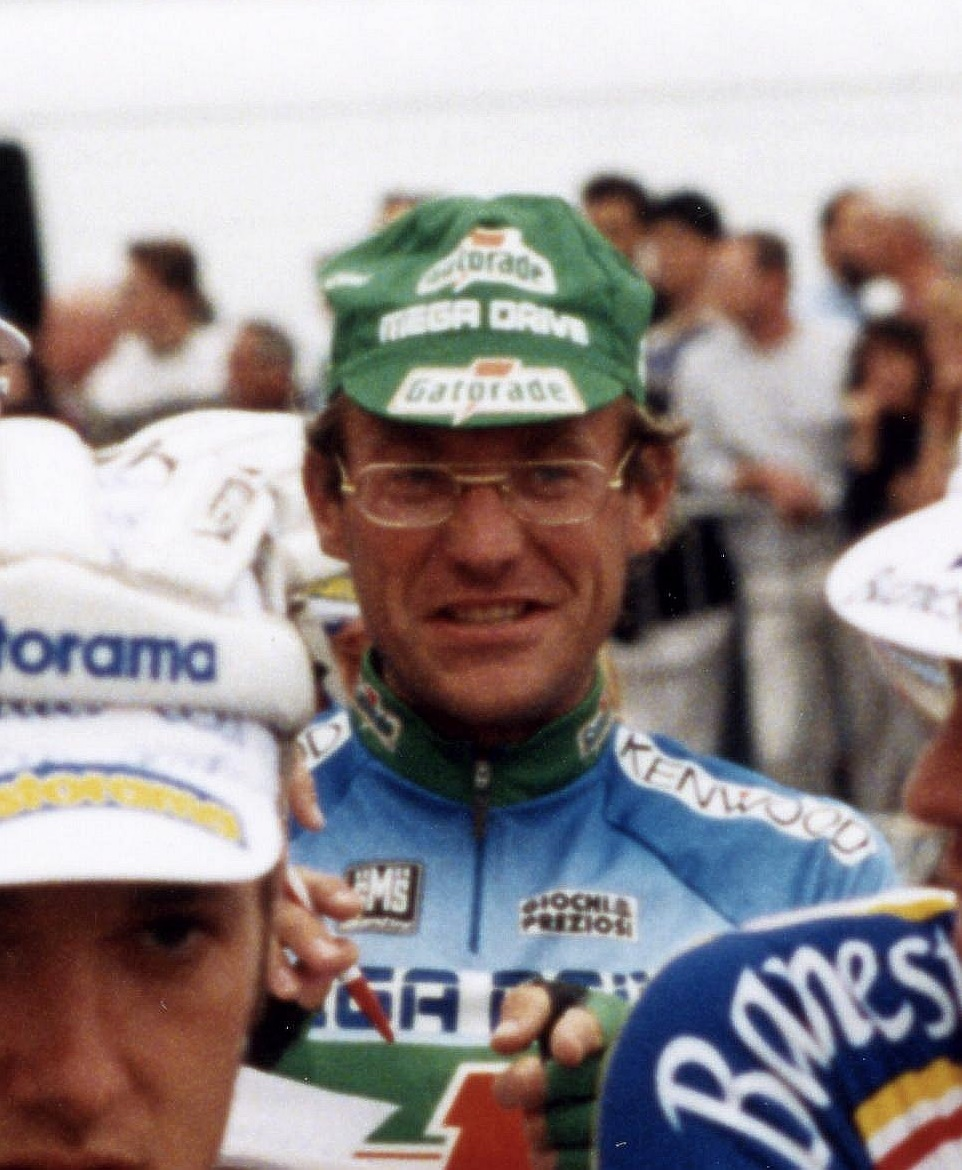
Laurent Fignon bei der Tour de France 1993

Laurent Fignon (* 12. August 1960 in Paris; † 31. August 2010 ebenda) war ein französischer Radrennfahrer. Er gewann 1983 und 1984 die Tour de France und 1989 den Giro d’Italia.

## Karriere
1982 wurde Fignon Profi beim Team Renault-Elf-Gitane das von Cyrille Guimard geleitet wurde. Schon ein Jahr später, als erst 22-Jähriger, konnte er erstmals bei der Tour de France triumphieren, und 1984 wiederholte er seinen Erfolg. 1985 wollte Fignon die Tour de France zum dritten Mal hintereinander gewinnen. Aber eine Verletzung, die er sich beim Étoile de Bessèges zuzog, machte eine Operation an der Achillessehne notwendig und somit war die Saison gelaufen. Außerdem entschloss sich der Hauptsponsor seines Teams nach 8 Jahren sein Engagement einzustellen. Auf der vergeblichen Suche nach einem neuen Arbeitgeber entschieden sich Cyrille Guimard und Fignon dazu, ihren eigenen Rennstall zu schaffen. Guimard und Fignon gründeten den Sportverein France Compétition und das Unternehmen Maxi-Sports Promotion als rechtliche Basis des eigenen Teams. Sie fanden in Système U, einer genossenschaftlich organisierten französischen Lebensmittelhandelskette, einen neuen Hauptsponsor, der 45 Millionen Francs für die nächsten drei Jahre investierte. Ab 1986 fuhr Fignon für Système U, seinem eigenen Team. Beim Sechstage-Rennen in Madrid stürzte Fignon und verletzte sich am Schlüsselbein und im Gesicht. Bei der Vuelta a España ging er neben Sean Kelly als Favorit ins Rennen. Ein Sturz mit Rippenverletzung und Ablösung des Brustfells auf der dritten Etappe verhinderte, dass Fignon mit den Besten mithalten konnte. Er beendete die Vuelta aber trotzdem auf dem siebten Gesamtrang mit mehr als 7 Minuten Rückstand auf den Sieger Álvaro Pino. Bei der Tour de France 1986 trat er erschöpft und durch eine Rachenentzündung geschwächt nicht mehr zum Start der 13. Etappe an. 1987 startete Fignon gut in der Saison mit guten Ergebnissen bei Paris–Nizza mit Platz 3 und Platz 6 bei Lüttich–Bastogne–Lüttich. Die Vuelta a España war für Fignon prädestiniert, weil eine große Anzahl von Pässen gefahren werden musste. Jedoch schwächte ihn eine Nasennebenhöhlenentzündung und so verlor er Zeit auf die Besten. Durch eine Soloflucht und den Gewinn der 19. Etappe konnte Fignon noch den dritten Gesamtrang bei dieser Vuelta a España erreichen. Bei der Tour de France 1987 stellte er sich nach hohem Zeitverlust auf der 10. Etappe in den Dienst seines Teamkollegen Charly Mottet.
1988 startete Fignon gut in die Saison mit dem fünften Platz bei Paris–Nizza. Direkt darauf gewann er die Austragung von Mailand–Sanremo und holte anschließend einen Etappensieg und Platz 2 beim Critérium International. Bei der Flandern-Rundfahrt wurde er 13. und bei Paris–Roubaix wurde er hinter dem Sieger Dirk Demol und dem Schweizer Thomas Wegmüller Dritter. Bei der Tour de France 1988 schied er erschöpft nach der 11. Etappe aus. Bei Paris–Brüssel unterlag er im Sprint dem Deutschen Rolf Gölz und wurde beim Chrono des Nations ebenfalls Zweiter hinter seinem Teamkollegen Mottet. 1989 konnte Fignon zum zweiten Mal Mailand–Sanremo gewinnen und weitere gute Ergebnisse mit Platz 7 bei Lüttich–Bastogne–Lüttich und Platz 4 bei der Tour de Romandie vorweisen. Den Giro d’Italia konnte er als bisher (Stand: 2024) letzter Franzose für sich entscheiden. Sein berühmtester und gleichzeitig unglücklichster Auftritt bei der Tour war aber wohl sein zweiter Rang im Jahre 1989. Er verpasste den Sieg gegen Greg LeMond um nur acht Sekunden – der knappste Abstand der Tourgeschichte. LeMond hatte das Gelbe Trikot des Führenden auf der 5. Etappe übernommen, Fignon nahm es ihm auf der 10. Etappe ab. Nach der 15. Etappe war für zwei Tage wieder LeMond in Führung, ehe Fignon das Trikot auf der 17. Etappe zurückeroberte. Der Abstand betrug zu keinem Zeitpunkt des Rennens mehr als eine Minute. Vor der letzten Etappe, einem Einzelzeitfahren von Versailles nach Paris, führte Fignon mit 50 Sekunden Vorsprung. LeMond gewann schließlich mit 58 Sekunden Vorsprung das Zeitfahren und mit acht Sekunden Vorsprung das Gesamtklassement. Bei den UCI-Straßen-Weltmeisterschaften in Chambéry, Frankreich wurde er beim Sieg von Greg Lemond Siebter. 1990 bekam sein Team mit der französischen Baumarktkette Castorama einen neuen Hauptsponsor. Mit Platz 4 bei Paris–Nizza und einem erneuten Sieg beim Criterium International ging Fignon beim Giro d’Italia als Titelverteidiger an den Start. Aber nach einem Sturz in einem schlecht beleuchteten Tunnel beendete er diesen vorzeitig. Auch die Tour de France beendete er vorzeitig. In der Saison 1991 kam es immer wieder zu Auseinandersetzungen mit Guimard. Er warf dem Sportdirektor vor, den jüngeren Luc Leblanc zu seinem Nachteil zu bevorzugen. Die Tour de France 1991 beendete Fignon auf Platz 6, einen Platz hinter Leblanc. Am Ende der Saison hielten beide, Fignon und Guimard, eine Pressekonferenz ab, in der sie das Ende ihrer Partnerschaft bei Maxi-Sports Promotion bekannt gaben. 1992 startete Fignon beim Team Gatorade-Chateau d’Ax. Den Giro d’Italia beendete er auf dem 37. Gesamtrang und bei der Tour de France erzielt er seinen letzten seiner neun Etappensiege und beendete die Tour auf Platz 23. 1993 gewinnt er mit der Mexiko-Rundfahrt sein letztes Rennen. Bei der Tour de France schied er nach der 11. Etappe vorzeitig aus. Im Bahnradsport gewann er 1990 das Sechstagerennen von Grenoble. Nach der Saison 1993 beendete Fignon seine aktive Radsportkarriere.
1995 gründete Fignon die Laurent Fignon Organization, welche Radsportveranstaltungen sowie Sportveranstaltungen für Firmen organisierte. 1999 kaufte er die Firma Monde Six von Josette Leulliot, Tochter von Jean Leulliot, für eine Summe von 4,5 Millionen Francs und wurde dadurch zum Organisator von Paris–Nizza. Er gelangte auch dadurch zu den Rechten an den Rennen Route de France, l’Étoile des Espoirs und le Grand Prix de France. Aufgrund von finanziellen Schwierigkeiten musste Fignon diese Rechte an Paris–Nizza veräußern und die Amaury Sport Organisation kaufte diese zurück. Im Jahr 2001 rief er mit Unterstützung des Generalrats von Corrèze die Veranstaltung Paris–Corrèze ins Leben, die er bis 2010 zusammen mit dem ehemaligen französischen Autorennfahrer Max Mamers organisierte.
Von 2006 bis 2010 berichtete Fignon als Co-Kommentator für das französische Fernsehen von der Tour de France.
Am 11. Juni 2009 wurde bekannt, dass Fignon an metastasiertem Bauchspeicheldrüsenkrebs litt. Er kommentierte noch die Tour de France 2010, obwohl er einen Tumor hatte, der seine Stimmlippen zusammendrückte.
Ein Zusammenhang zwischen dem Auftreten des Krebses und der Einnahme von Dopingpräparaten während seiner Karriere wurde bzw. wird als eher unwahrscheinlich und auch als nicht nachweisbar angesehen. Fignon starb am 31. August 2010 an den Folgen seiner Erkrankung in seiner Heimatstadt Paris. Er wurde auf dem Friedhof Père-Lachaise beigesetzt.
2010 erschien die deutsche Übersetzung von Laurent Fignons Autobiographie Wir waren jung und unbekümmert.

## Doping
Fignon wurde während seiner Karriere zweimal positiv auf Dopingmittel getestet. 1987 wurde er beim Grand Prix de Wallonie positiv auf Amphetamine getestet und daraufhin disqualifiziert. Im September 1989 wurde er aufgrund einer positiven Dopingkontrolle nach einem Mannschaftszeitfahren in Eindhoven für drei Monate suspendiert.

## Trivia
Zu seinem Rivalen Bernard Hinault hatte er von der ersten Begegnung an eine schwierige Beziehung. Fignon traf Hinault erstmals als Amateur 1981 bei der für Berufsfahrer und Amateure offenen Tour de Corse. Er bat Hinault um ein gemeinsames Foto, was dieser brüsk ablehnte und Fignon tief kränkte. Während seiner gesamten Karriere blieb das Verhältnis problematisch. Die gemeinsame Zeit im Radsportteam Renault-Elf beschrieb er als „sehr angespannt“.
Fignon hatte eine sehr nüchterne Einstellung zu seiner Tätigkeit als Radprofi. 1985 antwortete er in einem Interview auf die Frage, warum er Radrennen fuhr: „Um soviel Geld zu verdienen, dass ich nie mehr arbeiten muss.“ Im selben Interview machte er aus seiner Aversion gegen Radrennen für Frauen keinen Hehl: „Radsport für Frauen, das ist ja nun wirklich nichts.“

## Erfolge
| 1982 - Grand Prix de Cannes - Gesamtwertung Critérium International - eine Etappe Tour du Vaucluse - Mannschaftszeitfahren Giro d’Italia 1983 - eine Etappe Tirreno–Adriatico - Prolog Tour d’Armorique - eine Etappe Critérium International - eine Etappe Vuelta a España - Grand Prix de Plumelec - Maël-Pestivien - eine Etappe Tour du Limousin - Gesamtwertung, eine Etappe und Nachwuchswertung Tour de France 1984 - eine Etappe und Mannschaftszeitfahren Clásico RCN - Prolog und eine Etappe Tour de Romandie - eine Etappe, Mannschaftszeitfahren und Bergwertung Giro d’Italia - Französischer Meister – Straßenrennen - Gesamtwertung, fünf Etappen und Mannschaftszeitfahren Tour de France 1985 - eine Etappe Étoile de Bessèges - Gesamtwertung und eine Etappe Settimana Internazionale - Prolog Tour Midi-Pyrénées 1986 - La Flèche Wallonne - eine Etappe Critérium du Dauphiné Libéré - Mannschaftszeitfahren Tour de France | 1987 - zwei Etappen Paris–Nizza - eine Etappe Vuelta a España - eine Etappe Luxemburg-Rundfahrt - eine Etappe Tour de France - eine Etappe Niederlande-Rundfahrt 1988 - Mailand–Sanremo - eine Etappe Critérium International - Paris–Camembert - Prolog und eine Etappe Route du Sud - Gesamtwertung und eine Etappe Tour de la Communauté européenne 1989 - Mailand–Sanremo - Gesamtwertung und eine Etappe Giro d’Italia - zwei Etappen und Kämpferischster Fahrer Tour de France - La Poly Normande - Gesamtwertung Niederlande-Rundfahrt - Grand Prix des Nations - Trofeo Baracchi mit Thierry Marie - Baden-Baden mit Thierry Marie - Critérium des As - Einzelwertung UCI-Weltrangliste 1990 - Gesamtwertung Critérium International 1991 - eine Etappe Giro d’Italia 1992 - eine Etappe Tour de France 1993 - Gesamtwertung und eine Etappe Mexiko-Rundfahrt |

## Grand Tours-Platzierungen
| Grand Tour            | 1982 | 1983 | 1984 | 1985 | 1986 | 1987 | 1988 | 1989 | 1990 | 1991 | 1992 | 1993 |
| --------------------- | ---- | ---- | ---- | ---- | ---- | ---- | ---- | ---- | ---- | ---- | ---- | ---- |
| Vuelta a EspañaVuelta | –    | 7    | –    | –    | 7    | 3    | –    | –    | –    | –    | –    | –    |
| Giro d’ItaliaGiro     | 15   | –    | 2    | –    | –    | –    | –    | 1    | DNF  | DNF  | 37   | –    |
| Tour de FranceTour    | –    | 1    | 1    | –    | DNF  | 7    | DNF  | 2    | DNF  | 6    | 23   | DNF  |

## Filme
Im Film Schlussetappe wird die Geschichte von Laurent Fignon (gespielt von Samuel Le Bihan) als Radsportexperte eines Fernsehsender bei der Tour de France 2010 erzählt. Regie führte Fabien Onteniente.